# Lorenzo Hurtado de Saracho Arregui
Lorenzo Hurtado de Saracho Arregui (Bilbao, 8 de octubre de 1889 – Guecho, 2 de septiembre de 1984) fue un político, abogado español, que ejerció de alcalde de Bilbao entre 1959 y 1963.

## Biografía
Tras estudiar en el  Colegio bilbaíno de San Antonio, en 1907, ingresó como alumno externo  en el primer año de preparatorio de Derecho en la Universidad de Deusto. En 1911 obtuvo el título de licenciado en Derecho por la Universidad de Salamanca con calificación de sobresaliente. En 1915 defendió su Tesis doctoral en la Universidad Central de Madrid.